# Бальнеологический музей (Пьештяны, Словакия)
Бальнеологи́ческий музе́й и́мени И́мриха Ви́нтера (словацк. Balneologické múzeum Imricha Wintera) — музей бальнеологической, археологической и краеведческой направленности, находящийся в западнословацком городе Пьештяни, в здании Пьештянского Курортного холла.
Адрес музея: 92101, Словакия, Пьештяни, улица Бетховена, д. 5. Коллекция музея насчитывает 37301 предмет. По данным на 2011 год, музей посетило 18603 человека. Директором музея является доктор философии Владимир Крупа.

## История
Музей был основан в 1928 году под названием Пьештянский музей. Способствовало его основанию Пьештянское музейное сообщество, созданное Имрихом Винтером и его коллегой и администратором курорта Вацлавом Волком. Первая экспозиция музея, носившая название Этнографическая коллекция, состояла из следующих тематик: флора, фауна, этнографическая керамика, национальные костюмы и вышивки, народная архитектура, словацкая резьба и живопись, история и археология. С согласия братьев Людовика и Имриха Винтера экспозиция музея расположилась на цокольном этаже Курортного холла.
Пьештянский музей в 1931 году посетил выдающийся словацкий художник Янко Алекси, также известный в области литературы. В 1932—1937 годах он жил в Пьештянах и был членом Пьештянского музейного сообщества. В 1932—1933 годах экспозиция была расширена. Торжественное открытие новой экспозиции пьештянского музея состоялось 29 июня 1933 года. Новая музейная экспозиция содержала этнографическую часть. В экспозицию входил и старопьештянский крестьянский дом, определённая часть экспозиции была посвящена личности и творчеству генерала Милана Растислава Штефаника, а также археологии и палеонтологии. Представлено было и творчество немецкого композитора Людвига ван Бетховена, который, с наибольшей вероятностью, посетил пьештянский курорт в 1802 году. В 1934 году вышел путеводитель по экспозиции.
В 1951 году музей перешёл в ведение государства и получил название Краеведческий музей. В 1963 году музей был переименован в Бальнеологический музей, и целью этого специализированного музея стало документирование истории пьештянского курорта и в целом спа-индустрии на территории Словакии. По случаю сотой годовщины со дня рождения словацкого поэта Ивана Краско 12 июля 1976 года Бальнеологический музей торжественно открыл в пьештянской квартире поэта экспозицию «Мемориальная комната Ивана Краско».
В 1989 году музей получил в аренду от города Пьештяны здание Виллы доктора Лиски. 29 июня 1994 года, после предварительной подготовки, состоялось торжественное открытие новой экспозиции История курорта и курортного дела в Словакии. 11 июня 1999 года была торжественно открыта новая экспозиция музея — Сакральное искусство: из коллекции Бальнеологического музея.

## Экспозиции
- основная экспозиция в здании Курортного холла — археология пьештянского региона; этнография, экспозиция, приближающая историю города и курорта Пьештяны; выставка, посвящённая наиболее известным водам Словакии; часть выставки посвящена лётчику и политическому деятелю Милану Растиславу Штефанику.
- Вилла доктора Лиски — выставка, посвященная истории курорта и бальнеологии в Словакии; экспозиция Сакральное искусство: из коллекции Бальнеологического музея и интересные временные выставки
- Мемориальная комната Ивана Краско — выставка закрыта во время летних каникул

## Источник
- Крупа, Владимир — Пекарова, Магда. Бальнеологический музея в городе Пьештяны празднует юбилей (75-я годовщина возникновения Пьештянского музейного сообщества и создания музея: 1928—2003 годы). Бальнеологический музей в городе Пьештяны. 2003. 47 с. ISBN 80-968258-8-7